# Sultanato de Siak Sri Indrapura
El Sultanato de Siak Sri Indrapura, también llamado Sultanato de Siak (indonesio: Kesultanan Siak Sri Inderapura; Jawi: كسولطانن سياق سري ايندراڤورا), fue un reino que estuvo localizado en la Regencia de Siak, Riau de 1722 a 1949. Fue fundado por Raja Kechil, quién era del Sultanato de Johor (Sultan Abdul Jalil Rahmad Syah I), después de que fallara en alcanzar el trono del Sultanato de Johor. El polity expandió en el siglo XVIII para abarcar mucho de oriental Sumatra cuando  traiga varias comunidades bajo su control a través de warfare y control de comercio entre el interior de Sumatra y el Melaka Straits. El estado colonial holandés firmó una serie de tratados con los gobernantes de Siak en el siglo XIX, los cuales redujeron el área de influencia estatal al Río Siak. Para el resto de la era colonial holandesa, operó como un estado independiente con consejeros neerlandeses. Luego de la proclamación de independencia de Indonesia, el 17 de agosto de 1945, el último sultán de Siak (Sultan Syarif Kasim II) declaró que su reino se uniera a la República de Indonesia.

## Historia

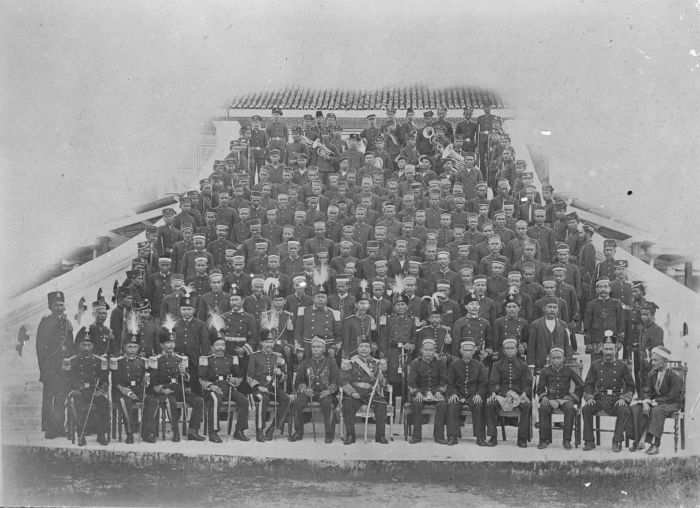
Retrato grupal del Sultán de Siak y su séquito

La historia de Riau antes de la independencia de Indonesia tiene sus raíces en la historia de Siak Sri Indrapura, un reino islámico malayo. El sultanato centrado en Siak fue fundado por el sultán Abdul Jalil Rahmad Shah en 1722. El primer sultán murió en 1746 y posteriormente recibió póstumamente el título de Marhum Buantan. El reinado continuó hasta el sultán Abdul Jalil Muzaffar Shah (1746-1761), quien gobernó durante unos 19 años. Este segundo sultán logró que el Reino de Siak Sri Indrapura fuera fuerte y triunfante.

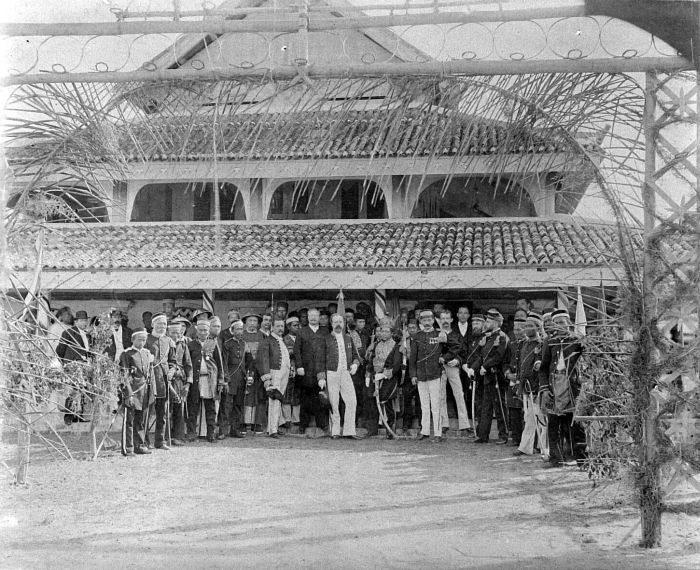
La inauguración de Hashim Abdul Jalil Muzaffar Shah como Sultan de Siak en 1889 en la presencia de Residente de Del norte Sumatra W.J.M. Michielsen, Furgoneta de policía del jefe der Pol y residente de ayudante Schouten.

El tercer sultán fue Abdul Jalil Jalaluddin Shah (1765–1766) que solo gobernó durante un año. Su verdadero nombre era Tengku Ismail. Su reinado estuvo bajo los ataques de la Compañía Neerlandesa de las Indias Orientales (VOC), que aprovechó Tengku Alam (más tarde se convirtió en el cuarto sultán) como escudo. Sultan Abdul Jalil más tarde apodado Marhum Mangkat di Balai . Tengku Alam (1766–1780) ascendió al trono después de la muerte de Abdul Jalil Jalaluddin, con el título de Sultán Abdul Jalil Alamuddin Syah y recibió póstumamente el título de Marhum Bukit.
Hija del cuarto sultán, Abdul Jalil Alamuddin Syah, Badriyyah estaba casada con un conocedor del Islam: Sayyid Uthman bin Abdurrahman bin Sa'id bin Ali bin Muhammad bin Hasan bin Umar Banahsan, un hadhrami de la familia Ba 'Alawi sada. Luego, Uthman fue nombrado comandante militar y asesor religioso en el Sultanato. Seis de los descendientes del matrimonio se convirtieron en sultanes, lo que se inició desde el séptimo sultán de Siak Sri Indrapura (de ahí que sus nombres tengan el prefijo Syarif o Sayyid).
El libro de pedigrí Shamsu al-Dzahirah, que es el libro de la genealogía Ba 'Alawi sada escrito por Sayyid Abdurahman bin Mohammed Al-Mashoor (mufti de Tarim), y varios otros libros como Shajarah al-Zakiyah escrito por Yusuf bin Abdullah Jamalullail y al-Mu'jam al-Latif li Asbab al-Alqab wa al-Kunya fi al-Nasab al-Sharif por Sayyid Muhammad bin Ahmad al-Shatri, discuten la historia familiar del Sultanato de Siak que muchas personas piensan erróneamente como del familias Shahab. Así lo ha verificado también la institución al efecto, al-Rabithah al-Alawiyah. El apellido que Shahabuddin le dio a Usman bin Abdurrahman, quien estaba casado con la hija del sultán de Siak, es en realidad solo un título, así como los títulos otorgados a sus nietos como Syaifuddin, Khaliluddin o Jalaluddin. Sin embargo, muchos descendientes de Sayyid Usman bin Abdurrahman en Malasia todavía usan el título de Shahab.
El quinto en el trono fue el sultán Muhammad Ali Abdul Jalil Muazzam Shah (1780-1782). Durante su reinado, el Sultanato de Siak se trasladó a Senapelan (ahora Pekanbaru). También es el fundador de la ciudad de Pekanbaru, por lo que desde su muerte en 1782 se tituló con título Marhum Pekan. El sultán Yahya Abdul Jalil Muzaffar Shah más tarde asumió el cargo de sexto sultán durante 1782 a 1784. Al igual que el sultán anterior, el sultán Yahya también solo tuvo 2 años para gobernar. Murió en 1784 y se le concedió póstumamente el título Marhum Mangkat di Dungun.
El séptimo Sultan, Ali Abdul Jalil Syaifuddin Ba'alawi, fue el primer sultán de ascendencia árabe y ostentó el título al-Sayyid Sharif. Durante su reinado el Reino de Siak logró su cúspide. Murió en 1810 y fue le póstumamente concedió el título Marhum Kota Tinggi.
Ibrahim Abdul Jalil Khaliluddin fue el octavo sultán del reino entre 1810 y 1815, donde su verdadero nombre era Ibrahim. Murió en 1815 y luego fue nombrado Marhum Mempura Kecil. Luego fue seguido por el sultán Syarif Ismail Abdul Jalil Jalaluddin Ismail, quien asumió el reinado durante 1815-1854, al que se le otorgó el título de Marhum Indrapura. Luego fue seguido por el siguiente sultán, Qasim Abdul Jalil Syaifuddin I (Sharif Qasim I, gobernó entre 1864 y 1889). Murió en 1889 y se le concedió póstumamente el título de Marhum Mahkota. Su hijo, Syarif Hashim Abdul Jalil Muzaffar Shah, fue elevado al trono durante el período 1889-1908. Durante su gobierno, se construyeron muchos edificios que ahora se han convertido en la evidencia del Reino de Siak. Murió en 1908 y se le concedió póstumamente el título de Marhum Baginda.
Después de los Tratados angloholandeses de 1870–71, el gobierno colonial creó la Residencia de Siak en 1873, que cubrió toda la costa noreste de Sumatra hasta el Sultanato de Deli. El traslado de la capital de la Oostkust van Sumatra residentie (Residencia de la Costa Este de Sumatra) en 1887 de Siak a Medan, la capital de Deli, confirma la pérdida de importancia del sultanato para los holandeses.
El último sultán de Siak fue Syarif Qasim Abdul Jalil Syaifuddin (Syarif Qasim II, quien ocupó el trono entre 1915 y 1949). El sultán de nombre real Tengku Sulong subió al trono siete años después de la muerte de su padre, el sultán Hashim. En noviembre de 1945, el sultán Syarif Qasim II envió un telegrama al presidente de la República de Indonesia declarando lealtad al recién creado Gobierno de la República de Indonesia. No solo eso, el sultán también entregó su propiedad para la lucha por la independencia de la República de Indonesia.

## El Palacio

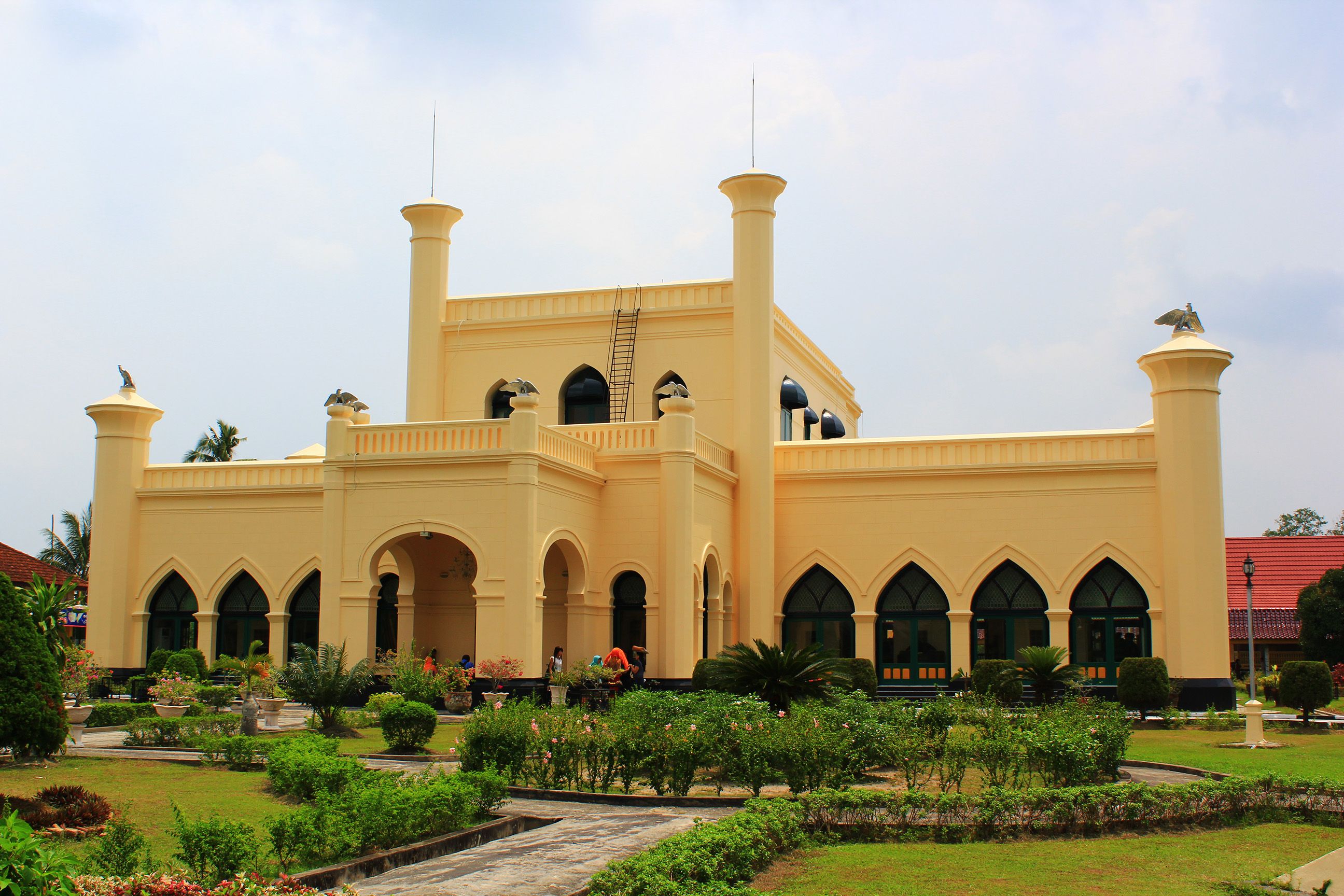
El Palacio del Sultanato de Siak

En 1889, el 11º sultán, Syarif Hasyim Abdul Jalil Syarifuddin construyó un palacio de estilo árabe 120 kilómetros río arriba del río Siak en Pekanbaru. El palacio es en la actualidad un museo.
Antes de su construcción, el sultán realizó una gira por Europa, visitando Holanda y Alemania. En la arquitectura del palacio hay influencias europeas que se mezclan armoniosamente con los elementos malayos y moriscos, incluso con muebles traídos de Europa.
El palacio contiene objetos ceremoniales reales, como una corona chapada en oro con diamantes, un trono dorado y objetos personales del sultán Syarif Qasyim y su esposa, como el "Komet", un instrumento musical multicentenario que se dice que Sólo se han realizado dos ejemplares en el mundo. Komet todavía funciona y se usa para tocar obras de compositores como Beethoven, Mozart y Strauss.
La fundación del palacio de Siak tiene su parte legendaria. Se dice que mientras el sultán y sus dignatarios discutían el proyecto, apareció de repente un dragón blanco en la superficie del río Siak. La presencia del dragón fue interpretada como una señal de bendición del proyecto y auspiciosa para la grandeza del reino. Para inmortalizar al dragón, el sultán lo convirtió en el emblema oficial del reino. Los pilares del palacio estaban decorados con adornos en forma de dragones.
Además del palacio, el sultán también construyó una sala de audiencias, la "Balairung Sari" (la habitación de las flores).
A la derecha de la puerta principal de la mezquita Syahabuddin se encuentra el cementerio de la familiar real, con su respectiva decoración de arte musulmán.

## Lista de los Sultanes de Siak

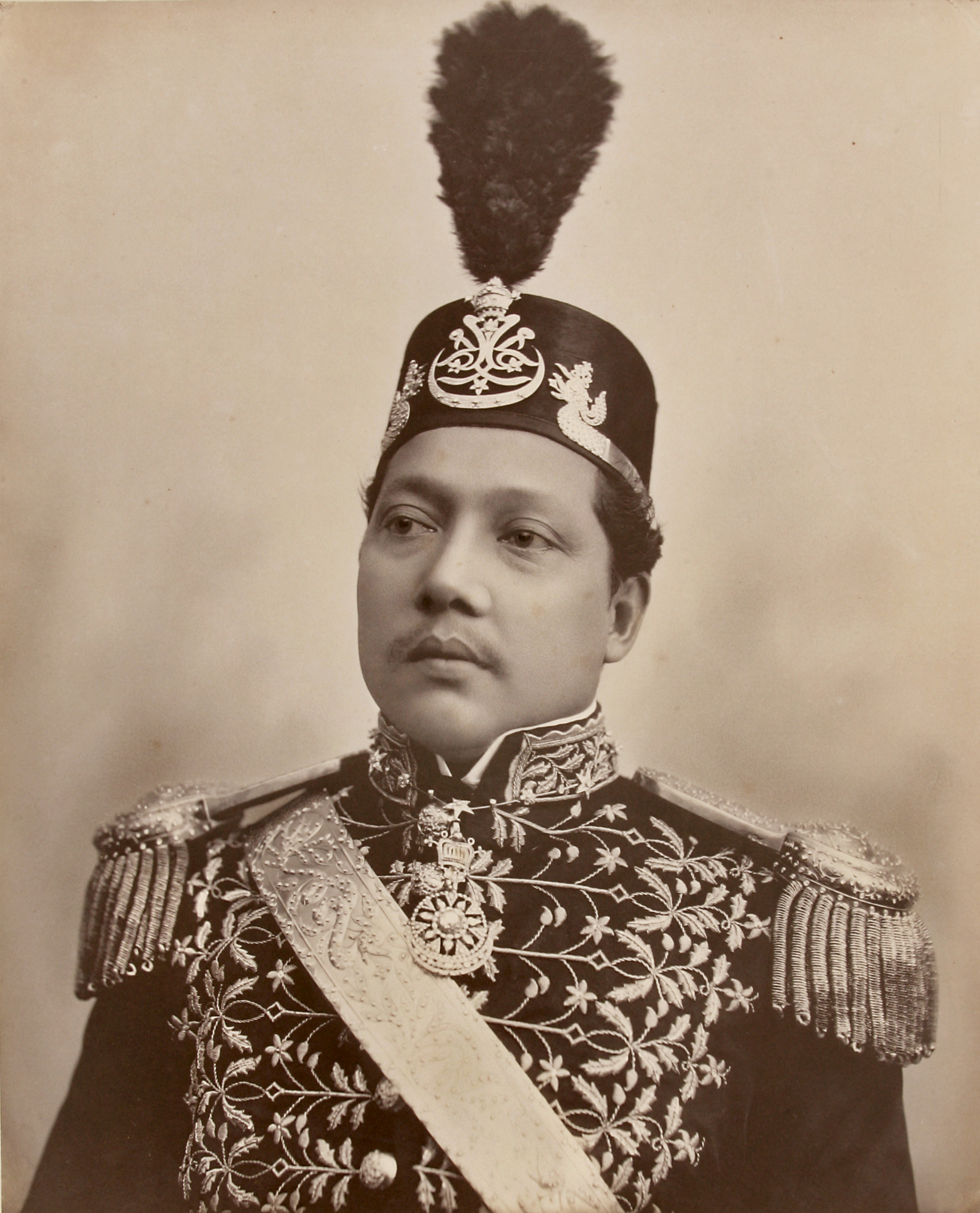
Sultán Tan-Sayyid Al-Sharif Hasyim Abdul Jalil Syaifuddin

1. Sultán Abdul Jalil Rahmat Shah (1722–1740)
2. Sultán Muhammad Abdul Jalil Jalaluddin Shah (1740–1760)
3. Sultán Ismail Abdul Jalil Jalaluddin Shah (reinó en 2 períodos: primero entre 1760–1761; y luego entre 1779–1781)
4. Sultán Abdul Jalil Alamuddin Shah (1761–1765)
5. Sultán Muhammad Ali Abdul Jalil Muazzam Shah (1765–1779)
6. Sultán Yahya Abdul Jalil Muzaffar Shah (1781–1784)
7. Sultán As-Sayyid Al-Sharif Ali Abdul Jalil Syaifuddin (1784–1811)
8. Sultán As-Sayyid Al-Sharif Ibrahim Abdul Jalil Khaliluddin (1811–1827)
9. Sultán As-Sayyid Al-Sharif Ismail Abdul Jalil Syaifuddin (1827–1864)
10. Sultán As-Sayyid Al-Sharif Kassim Abdul Jalil Syaifuddin I (Syarif Kassim I), (1864–1889)
11. Sultán As-Sayyid Al-Sharif Hasyim Abdul Jalil Syaifuddin (1889–1908)
12. Sultán-Regente de Siak, Tengku Besar Syed Sagoff (Wali Sultán) (1908-1915)
13. Sultán As-Sayyid Al-Sharif Kassim Abdul Jalil Syaifuddin II (Syarif Kassim II), (1915–1949)